# Historia antigua de Malta
El desarrollo de las diversas culturas mediterráneas colocará a Malta y su archipiélago en una posición privilegiada para el tráfico marítimo. Esto explica la extraordinaria actividad durante la Historia Antigua que tendrán las islas, sobre todo como plataforma para expediciones, lugar de refugio o puerto seguro.

## Fenicios, griegos y romanos
Los fenicios vivirán su era de esplendor entre el 1200 a. C. y el 725 a. C. Desde que surcan los mares conocen la existencia del archipiélago maltés, si bien en los primeros años no se mostrarán interesados en establecerse allí de manera permanente. Cuando se abren factorías e instalaciones en Chipre, norte de África, España y Sicilia, Malta se convierte en punto de interés en el 800 a. C. según atestiguan los restos cerámicos encontrados, también porque los griegos no habían ocupado las islas todavía. Se establecieron dos puntos de embarque, uno en cada una de las dos islas mayores. Los fenicios se ubican así en un lugar estratégico del mediterráneo central. Al mismo tiempo, los etruscos tratan de ejercer un control sobre el paso marítimo del suroeste de Italia, Sicilia y, previsiblemente, Malta. No obstante, el dominio final por los fenicios no fue algo voluntariamente buscado. Los primeros establecimientos estaban formados por comerciantes, algunos trasladados a las islas con sus familias, y sólo el tiempo y el desarrollo de la conflictividad posterior con los griegos les hizo valorar la importancia estratégica de su posición en Malta.
La ascensión de Cartago a la categoría de potencia militar desató las hostilidades con los griegos y las islas se convirtieron de repente en lugar fundamental para el control de esta zona del Mediterráneo. Se asentaron en la isla y fundaron, al menos, un puerto. Según los últimos estudios arqueológicos, con la llegada de Alejandro Magno, Malta quedó bajo la influencia helenística, que se hizo patente en diversas construcciones y la alfarería de la época, si bien se desconoce hasta qué punto estaban implantados sólo culturalmente o también como fuerza militar.
Malta se encuentra en una encrucijada entre Cartago y el helenismo y, al final, se ve afectada hacia el 264 a. C. con la extensión de Roma hacia Sicilia. Se estaba forjando un nuevo poder en la zona que ocupaba toda la península itálica y que mal convivía con Cartago. La primera guerra púnica fue el resultado del deseo de Roma de controlar Sicilia y sus alrededores. Los romanos entran en Malta en el 255 a. C. y la devastan por su alianza con Cartago. Durante la segunda guerra púnica en el 218 a. C., Roma ocupa definitivamente el archipiélago y lo adscribe a la circunscripción de Sicilia según las crónicas de Cicerón. La romanización de las islas no se hace esperar y en el siglo I a. C. el comercio es próspero y hay un incremento notable de la población. No obstante, Malta es tomada habitualmente como refugio de piratas hasta la victoria de Pompeyo sobre ellos en el año 67 a. C. A partir de este momento florece la ganadería, la agricultura y la elaboración de prendas textiles muy refinadas que son objeto de exportación. Se extienden las villae decoradas con ricos mosaicos.

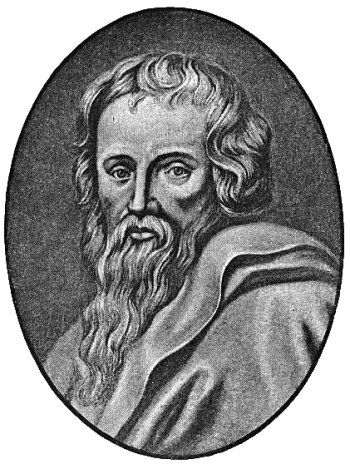
San Pablo inició la cristianización de Malta.

Los cambios incluyen la adopción del latín como lengua y el mantenimiento de un régimen administrativo-político al modo romano. El latín se mezcla con las lenguas habladas ya en la isla: griego y púnico, formando un idioma muy característico que hace decir a San Pablo en el año 60, según consta en los Hechos de los Apóstoles, que sus habitantes eran bárbaros. En el año 212, bajo el emperador Caracalla, los malteses adquieren la ciudadanía romana, al igual que el resto de los habitantes del Imperio romano. La ruptura de este provocó que Malta quedara encuadrada en el Imperio bizantino, frontera con los reinos dominados por ostrogodos y vándalos.

## Bizantinos, árabes y conquista Normanda
- Datos: Q9004121